# Vanča Kljaković
Vanča Kljaković (Split, 29. ožujka 1930. – Vrnik pored Korčule, 16. rujna 2010.) bio je hrvatski glumac, dramski pisac i scenarist te kazališni, filmski i televizijski redatelj.

## Životopis
Vanča Kljaković u rodnom je Splitu završio klasičnu gimnaziju. Studirao je i diplomirao glumu na Akademiji za pozorišnu umetnost u Beogradu, a potom je na Akademiji dramske umjetnosti u Zagrebu studirao i diplomirao režiju u razredu dr. Branka Gavelle. U hrvatskom kazališnom i filmskom životu Kljaković se pojavljuje potkraj 1950-ih, najprije kao glumac i scenarist te zatim, početkom 1960-ih, i kao redatelj u tadašnjem Zagrebačkom dramskom kazalištu (danas GDK Gavella). U kazalištu »Gavella« bio je zaposlen do 1970., a potom djeluje kao slobodan umjetnik.  Od 1996. do mirovine radio je u Hrvatskom narodnom kazalištu u Splitu: poslije tog angažmana, postao je gotovo »kućni redatelj« splitskoga Gradskog kazališta mladih, gdje mu je jedan od najvjernijih suradnika bila i supruga, kostimografkinja Vida Tućan. Posljednjih petnaestak godina uspješno je surađivao i s Gradskim kazalištem lutaka u Splitu.
Vanča Kljaković je kao filmski redatelj debitirao 1965. filmom Duga ulica, prvim dijelom omnibusa Ključ. Potom su slijedili filmovi Jedanaesta zapovijed (1970.), Kužiš stari moj (1973.) i Usporeno kretanje (1979.). Godine 1987. režira film Marjuča ili smrt, a godinu dana poslije i Bužu, svoje možda najvrjednije filmsko ostvarenje prema istoimenoj priči i scenariju Živka Jeličića.
Kljaković je bio i plodan dramski pisac: pisao je za radio, televiziju i kazalište. U zagrebačkom Dramskom kazalištu »Gavella« izvedene su mu autorske predstave Susreti (1968.) i Bobo (1970.), u HNK u Splitu Priča o zločinu (1993.), u Istarskom narodnom kazalištu u Puli Vaš Antiša (1994.) i Teštamenat u GKM Split (1995.) i GDK »Gavella«  (1997.). U nepreglednom nizu predstava koje je režirao i adaptirao, posebno i kultno mjesto zauzima Šjora File iz 1975., čakavizirana inačica De Filippove Filumene Marturano, koja je godinama bila hit na sceni splitskoga HNK s Marijom Danirom i Borisom Dvornikom u glavnim ulogama. Vanča Kljaković je za televiziju priredio i režirao niz uspjelih i rado gledanih naslova: Đavolje sjeme, Giovanni, Mali libar Marka Uvodića Splićanina, Proljeće Janka Potlačeka, Dvije ljubavi, Čovjek od riječi, Ili jesmo ili nismo, Eksperiment profesora Hinka Hinkovića, Trgovci i ljubavnici, Samoubojica, Majstor, nekoliko epizoda serije Nepokoreni grad te prvih sedam epizoda humoristične serije Naši i vaši.
I dok je 1960-ih i u kazalištu i na filmu kao redatelj bio sklon alternativnom i suvremenom, često avangardnom, 1970-ih se sve više okreće pučkom teatru. Mediteranski repertoar i adaptacija klasičnih komedija i melodrama u splitsku čakavštinu dominirat će njegovim radom do kraja života, a predstave poput Ljubovnika ili Malog libra Marka Uvodića u splitskom Gradskom kazalištu mladih najbolji su primjer te poetike. Glumci su voljeli raditi s njim, jer je bio blage i nenametljive naravi. Na njegovim probama nikada nije bilo vike, svađe ili povišenih tonova. Među glumcima je bio uvaženi autoritet, ali i redatelj otvoren svakom prijedlogu i dobroj ideji. Nikada nije zahtijevao »da se glumi« (kako je sam često volio reći), već je bit kakve scenske interpretacije uvijek pronalazio zajedno s glumcem.
»Vanča je cijeli svoj život odbijao biti bilo kakvim velikanom, nije želio kazalište koje će mijenjati svijet, već ono koje će voljeti publika. (...) na probama je razmišljao samo o dvjema stvarima: svojim glumcima i publici. Velike riječi, estetike i ambiciju bilo koje vrste prepuštao je svim onim velikanima koji su to željeli biti, on je samo pisao drame i režirao predstave.« (Jasen Boko)

## Nagrade i priznanja
- 1992. – Nagrada Zlatni smijeh za najbolju režiju: predstava Sławomira Mrożeka Tango u izvedbi HNK Split[4]
- 2004. – Posebna nagrada festivalskog žirija za najbolju adaptaciju teksta na Festivalu pučkog teatra Omišalj – Čavle za predstavu Biž’ ća, ne motaj se gola! Georgesa Feydeaua[5]
- 2006. – Nagrada Vladimir Nazor za životno djelo[6]

## Vanjske poveznice
- Teatar.hr – Vanča Kljaković (životopis)
- Matica.hr – Jasen Boko: »In memoriam: Vanča Kljaković (1930-2010) – Dobri duh kazališta«  Arhivirana inačica izvorne stranice od 10. ožujka 2021. (Wayback Machine)
- Slobodna Dalmacija (Online) – Jasmina Parić: »Otišao velikan blaga srca« (in memoriam)
- Jutarnji.hr – Vanča Kljaković ... (in memoriam)  Arhivirana inačica izvorne stranice od 7. ožujka 2016. (Wayback Machine)
- Vanča Kljaković u internetskoj bazi filmova IMDb-u (engl.)